# Како не живети свој живот
Како не живети свој живот (енг.How Not to Live Your Life) је британски ситком који је почео да се емитује 2007. године на мрежи Би Би Си. Радња се врти око двадесетдеветогодишњака који покушава да живи нормалним животом али му не успева. Серију је писао и режирао Дон Кларк. Он такође тумачи и главну улогу.

## Улоге
- Дон Кларк као Доналд, Дон Данбури, протагониста серије. Социјално неспретан мушкарац. Наследио је кућу у којој се прича догађа, након што му је умрла бака.
- Дејвид Арманд као Едвард Еди Синг. Социјални радник који је увек био уз Доналдову баку али наставља да обилази кућу после њене смрти.
- Лејла Хофман као госпођа Т, комшиница.
- Лаура Хедок као Саманта Сам Паркер, подстанарка куће коју је Дон наследио. Студенткиња коју нервира Доново понашање.
- Шинејд Мојнахан као Аби Џоунс, Донова школска другарица, касније девојка.

## Епизоде
| Сезона | Сезона   | Епизода | Премијерно приказивање | Последње приказивање | Излазак на ДВД-ју |
| ------ | -------- | ------- | ---------------------- | -------------------- | ----------------- |
|        | 1        | 6       | 12 август 2008         | 16 септембар 2008    | 20 јул 2009       |
|        | 2        | 6       | 15 септембар 2009      | 20 октобар 2009      | 19 октобар 2009   |
|        | 3        | 7       | 8 новембар 2010        | 13 децембар 2010     | 18 јул 2011       |
|        | Специјал | 1       | 22 децембар 2011       | 22 децембар 2011     | 1 октобар 2012    |

### Сезона 1
| Бр. еп. | Наслов                    | Премијера           |
| --- | ------------------------- | ------------------- |
| 0 | Пилот епизода             | 27. септембар 2007. |
| Пилот епизода о Дону, неуротичном самцу двадесетдеветогодишњем Британцу који покушава и не успева да се креће животним основама, а чији је највећи непријатељ његов властити ум који врти безброј ствари које не би требало радити или изговорити. |                           |                     |
| 1 | ''Доме, слатки доме''     | 12. август 2008.    |
| Римејк пилот епизоде, са другачијим глумцима и сетом. Дон открива да му је недавно преминула бака и да је наследио кућу и открива да њен неговатељ - који неће отићи. Одлучује да усели неког станара како би могао да отплати дугове - девојку у коју је био заљубљен као тинејџер. Разочаран је кад открије да се и њен партнер Карл усељава. |                           |                     |
| 2 | ''Путовање''              | 19. август 2008.    |
| Дон одлази на теренско путовање са Аби и децом из њене школе. Овај покушај да јој покаже да је добар, пристојан човек греши ужасно када напије десетогодишњака у локалном пабу. |                           |                     |
| 3 | ''Лажно бдење''           | 26. август 2008.    |
| Дон сазнаје да је законски дужан да организује бдење за своју баку, са отвореним ковчегом. Једини проблем је што ју је кремирао пре неколико дана, па су он и Еди на аудицији старица у центру за старије особе због улоге Донине баке. Жена која игра улогу, излази из ковчега током церемоније у Дониној кући. |                           |                     |
| 4 | ''Млади''                 | 2. септембар 2008.  |
| Дон, који има 29 година, започиње посао радећи као улични сакупљач донација. Упознаје 20-годишњу колегиницу Ану и дружи се са њом и њеним пријатељима у пабу и ноћном клубу. Међутим, убрзо схвата да није хипи младић који је мислио да јесте. |                           |                     |
| 5 | ''Какав отац, такав Дон'' | 9. септембар 2008.  |
| Дон започиње нови посао радећи у компанији за развој имовине Карловог оца Глена, где Карл такође ради. Конкуренција између Дона и Карла постаје све већа и већа и Дон проналази оца којег никад није имао у Глену. Касније Дон превише забринут да одржи говор и мора да напусти компанију. |                           |                     |
| 6 | ''Раскид''                | 16. септембар 2008. |
| Дон и Еди излазе у бар, где сусрећу две младе жене, Фиону и Џемиму. Њих четворо се враћају у кућу. Доле, Еди брани од Фиониног удварања; горе, Дон има секс са Џемимом. Аби и Карл стижу и свађају се. Током секса, Дон чује свађу и више га занима него секс. Џемима је изнервирана због Дона и његовог одвраћања пажње. Она напушта спаваћу собу и гура Дона низ степенице. Еди, Фиона, Јемима и Карл и напуштају кућу. Аби каже Дону да су се она и Карл растали - што је Дон одушевљено примио. Еди се враћа кући, рекавши Дону да је отишао у кревет са Фионом, али је одбацио њене покушаје да има секс са њим. Дон приређује вечеру са Аби у кући, али пре него што она схвати, она позива Карла у кућу и они се мире. Дон се претвара да је такође позвао још две особе на вечеру. Аби и Карл разговарају горе, док Дон пушта лажне гласове да се претвара да су гости ту. Аби и Карл желе да живе заједно, али Аби се не жели преселити. Дон позива Карла да се усели, па Аби остане. |                           |                     |

### Сезона 2
| Бр. еп. | Наслов                      | Премијера           |
| --- | --------------------------- | ------------------- |
| 1 | ''Нова цимерка''            | 15. септембар 2009. |
| Аби и Карл су се растали, а Аби је отпутовала на путовање шест месеци. Дон жели да се стриптизета, Хани, усели у собу у којој је живела Аби. Еди жели да нови стан западне Саманти Паркер, стуДонткињи књижевне критике коју је упознао на универзитету где чисти. Еди јој каже да ће закупнина бити 15% од оглашене накнаде у износу од £ 300 месечно. Одведу обојица две девојке у ресторан са темом 80-их који се зове Деветнаестогодишњак, како би сазнали која би била најприкладнија. Хани одлази због тога што се не жели такмичити за собу. Саманта излази у реакцији на Дона, сугеришући да ће он и она бити сексуални пријатељи. Саманта долази у кућу да се усели, за 45 фунти месечно. |                             |                     |
| 2 | ''Дон излази са кугуарком'' | 22. септембар 2009. |
| Дон започиње рад у уметничкој галерији. У свом послу је грозан јер зна врло мало о уметности. Упознаје атрактивну мајку Рози, која је неколико година старија од њега и која себе описује као милф. Одлазе на састанак, на представу о хероинском зависнику која има ХИВ. Не може се носити са одраслим светом у којем живи, сметало му је што има двоје деце. Оде до њене куће да раскине са њом, али одлучи да то не учини јер у кући има двоје њених пријатеља. Претвара се да му је старија комшиница Дороти љубавница да би раскинуо лакше. Каже Рози да га сексуално привлаче старије особе и да је она премлада за њега. Саманза има новог пријатеља са универзитета који се зове Клинт. Дон улази у њену спаваћу собу кад чује да неко улази у собу. Претпоставља да је то Саманта, па се сакрива у њеној гардероби. Клинт мастурбира док њушка гаћице. Клинт чује како Дон кија, па отвара врата гардеробе и проналази Дона. Касније је Дон поново у гардероби када види да Клинт покушава скинути Самину одећу док је она пијана и несвесна. Каже Клинту да нестане или ће рећи Саманти шта заправо жели. |                             |                     |
| 3 | ''Дон певач''               | 29. септембар 2009. |
| Сам доводи кући новог мушкарца, Џексона, који у музичком таленту надмашује Дона. Дон је љубоморан на њега, јер жели да буде успешан музичар - али не успева у својим покушајима да га надмаши. Дон почиње да се дружи са алкохоличарком — мађарском конобарицом Ањом која не зна енглески. Еди може говорити мађарски, па делује као преводилац, чак и за време када Дон и Ања имају секс. Након што је послушао Самантинин савет, Дон одлучује да напише песму о Аби, коју веома лоше изводи. Џексон најављује на позорници да је имао секс са Ањом синоћ, наговоривши Дона и Саманту да изађу ван. |                             |                     |
| 4 | ''Дон је геј''              | 6. октобар 2009.    |
| Самантин брат Џејми остаје у кући. Дон не схвата да је он геј. Саманта лаже и говори Џејмију да је Дон геј. Дон доводи у питање своју сексуалну оријентацију након што дели кревет са њим. Не знајући да је жртва једне од Самантининих лажи, Дон одлучује да отвори свој ум хомосексуалности и пита Џејмија да иду на састанак. Дон и он одлазе у ресторан. Затим одлазе у геј ноћни клуб, где мишићави црнац плеше са Доном и прети Џејмију. Дон и Џејми се враћају у кућу. Џејми изводи фелацио на Дону, који ускоро машта о томе да то Саманта ради. Дон се осећа нелагодно, зауставља Џејмија и схвата да је хетеросексуалан. Сам је љут на Дона јер се претварао да је геј, за шта каже да је био збуњен. |                             |                     |
| 5 | ''Дон и здравље''           | 13. октобар 2009.   |
| Дон се придружио теретани како би доказао Сам и Едију да је фит и здрав. Дон и Саманта иду на тркачке траке једно поред другог, где обоје трче са повећањем брзине. Дон повраћа преко инструктора теретане Гранта, а затим пада у несвест. Када Дон и Сам поново оду у теретану, привлачи га млада жена коју тамо види, а Саманту пита Грант да иду на састанак. Сам уверава Дона да се чисти токсине из тела, што ради Џеки, жена коју је видео у теретани. Током поступка, Џеки га пита за састанак, који он прихвата. Дон добија разгледницу коју је Аби послала из Окланда. Дон и Џеки одлазе у ресторан, а убрзо након тога Сам и Грант седе за столом поред њих. Дон нехотице вређа Џеки, па она љутито одлази. Грант вређа Дона, па му Саманта каже да оде. Након што оде, Сам седа на столицу за којом је седела Џеки. |                             |                     |
| 6 | ''Дон на венчању''          | 20. октобар 2009.   |
| Дон добија још једну разгледницу од Аби. Дон налети на старог школског пријатеља Дејва у супермаркету. Дејв тражи да му буде кум на венчању са Алисом. Убеди Саманту да се понаша да му је супруга, манекенка, ГарДон Данбури, у жељи да импресионира Дејва. Дон и Сам деле хотелску собу и кревет. Госпођа Т. каже да жели да преболи смрт свог супруга Била и да нађе некога на венчању да би имао секс. Упознаје старца, с којом плеше. Дејв каже Дону да је имао секс са стриптизетом у комбију и да сада има сврбеж и натечени пенис. Сам није популарна на момачкој вечери због тога што није гледала Секс и град и зато што је рекла да је некада била порно извођачица. Дан одржава говор на рецепцији. Сам предлаже Дону да јој се придружи у њеној хотелској соби за пет минута. Након што напусти рецепцију, долази до сукоба између Едија и Дејва. Дон прича са Едијем, а затим одлази у његову хотелску собу. Дон добија СМС поруку од Аби. Каже да се вратила у Велику Британију и да остаје код мајке. Дон улази у собу, дочекала га је Сам.                                                         |                             |                     |

### Сезона 3
| Бр. еп. | Наслов                            | Премијера          |
| --- | --------------------------------- | ------------------ |
| 1 | ''Донов нов посао''               | 8. новембар 2010.  |
| Госпођа Т. борави код Дона док јој мајстори обављају нешто у њеној кући. Сам има новог дечка средњих година, Брајана - који је предавач психологије. Они једу у ресторану, а затим имају секс у једној од тоалетних кабина. Чланови особља их чују и избацују из ресторана. Дон размишља о потенцијалној вези са Сам у шкотском хотелу када ју је случајно назвао Аби. Дон лажно тврди Сам и Брајану да има нови посао у канцеларији, али говори Едију истину. Отишао је у зграду и промовисао га је Mаркус, претварајући се да је привремени радник. Телефонира Џејсону, његовом менаџеру у галерији, и грубо одустаје од свог посла тамо. Дон избацује управника канцеларије Карен свог првог дана тамо када сазна да лоше ради свој посао, да је његово напредовање било неовлашћено и да он у ствари није један од њихових запослених. Она даје отказ Маркусу. |                                   |                    |
| 2 | ''Донова бесна девојка''          | 8. новембар 2010.  |
| Сам се задиви кад открије да Еди бесплатно ради за Дона. Она говори Едију да га Дон не цени, па он престаје радити за Дона. Сви су у потрази за Доном јер је почео да излази са атрактивном девојком Џени. Међутим, њено понашање почиње да плаши све јер често постаје љута, посесивна и насилна, остављајући Дона највише изненађеног. Да ствар буде још гора, нико му не верује када им каже каква је. Дон жели да прекине везу, али се плаши због могућег насилног одговора на то. Одлучи да је натера да жели да раскине са њим. Одводи је у библиотеку, тако да ће морати да буде тихо, где он лажно тврди да је имао секс са другом женом. Удара га књигом, баца књиге на њега и реже му руке књигама. Група се такмичи у локалном пуб квизу, на којем су Дон, Џени, Сам, Брајан, Еди и госпођа Т.. Један од тимова укључује Брајановог колегу Дерека, предавач биологије. Џени оптужује Дона да има аферу са Самантом и пребија га у пабу. Еди га брани и наставља да ради свој неплаћени посао за њега. |                                   |                    |
| 3 | ''Донов отмен викенд''            | 15. новембар 2010. |
| Дона и његовог шефа Џејсона позивају на двоструки састанак две младе жене када посећују уметничку галерију. Донова девојка Фелисити ) веома је сексуално авантуристички настројена. Џејсонова девојка је Херијет. Чини се да све иде добро док Фелисити за викенд не позове другарицу Херијет, Дон и Џејсона у сеоску кућу њених родитеља. Врло се разликује од оног на што је Дон навикао и он се бори да се уклопи. Њен отац, који погрешно претпоставља да је она девица, одмах не воли Дона. Дон се врло лоше сналази у риболову, пуцању птица (током којих Дон случајно пуца једног од слугу) и крокета. У спаваћој соби Фелисити завеже Дона, након чега он уско избегава да га ухвати отац. Током Доновог бекства, он налеће на тетку у њеној спаваћој соби, затим на слушкињу, која га туче тигањем. Фелиситин отац проналази га напољу и сукобљава се, па он бежи. Фелисити и Херијет су заједно у кревету; Фелисити каже Џејсону да крене с њима у кревет.                                             |                                   |                    |
| 4 | ''Дон среће његовог креатора''    | 22. новембар 2010. |
| Госпођа Т. доводи новог љубавника, Џорџа, у кућу - у којој гласно има секс са њим. Избацила га је само што је жели за њено тело. Дон се ужасава опадања косе и планира да изврши трансплантацију косе. Остали виде писмо о свом именовању за разговор о својој трансплантацији и погрешно претпостављају да умире. Када Дон открије њихову лажну претпоставку, он лажно тврди да има терминално стомачно стање звано Петерсонова болест. Дон се раније осећао игнорисаним, али сада прима ону пажњу, љубав и наклоност за којом је жудео. Еди сазнаје истину о Доновој трансплантацији када телефонира за Дона стручњака за косу, али Дон га наговори да никоме не каже. Како лаж постаје детаљнија, Дон се осећа кривим и на крају призна. |                                   |                    |
| 5 | ''Дон се забавља са бескућницом'' | 29. новембар 2010. |
| Дон упознаје бескућницу, Сузан, на улици молећи за новац. Сутрадан је Саманти признао да је сматрао привлачном. Сам у шали предлаже да је пита на састанак, па да је води у биоскоп. Спава с њим у његовом кревету, али они немају секс. Води је у шопинг, где јој купује неку половну одећу. Одводи је у своју уметничку галерију, где му Џејсон каже да је не жели тамо јер јој смета. Љутито одлази када се он према њој обраћа као скитница и касније се растане са њим. Сам наставља да врши притисак на Дона да учини више напора да упозна Брајана мало боље. Дон и Брајан одлазе са Едијем у паб, а потом у стриптиз клуб док Сам и госпођа Т. гледају код куће филм. Након што Дон убеди Брајана да попије што више, постају несносни те су избачени. Дон је збуњен јер алкохол нема утицаја на Едија. |                                   |                    |
| 6 | ''Дон иде на терапију''           | 6. децембар 2010.  |
| Сам каже Дону да она за Брајана у кући приређује рођенданску забаву. Налети на Брајана на улици; каже Дону да намерава да запроси Самуна забави. Дон тада схвата да и даље има осећања према њој. Сам наводи Дон да схвати да има неколико проблема, па на Брајанов предлог, иде код терапеута, Крега. Дон не воли забаве са маскама због лоших искустава, али Џејсон предлаже Дону да оде на забаву да каже своја осећања Сам пре него што је Брајан запроси. Дон се слаже, невољно поведи Џејсона са собом;. Еди је присуствовао забави као андроид из Звезданих ратова Р2Д2, а госпођа Т. као Јода. |                                   |                    |
| 7 | ''Музички Дон''                   | 13. децембар 2010. |
| Нестрпљиво чекајући да открије Самантин одговор, Дон покушава да одврати пажњу учествујући у аматерској драмској групи са Едијем. Када се главна глумица повреди, Дон предлаже да Сам преузме улогу, користећи прилику као последњу прилику да је импресионира. |                                   |                    |

### Специјал
| Бр. еп. | Наслов           | Премијера          |
| --- | ---------------- | ------------------ |
| 1 | ''Прелеп живот'' | 22. децембар 2011. |
| Децембар је у Данбуријевом домаћинству, али ништа није свечано у Доновом стању ума: кућа се смрзава, јер се бојлер стално квари; тоалет не ради; Дон има посао у продавници обуће и његово пријатељство са Самантом није ближе романтици за којом тежи. Ствари се одједном окрећу на боље када прими вест да је коначно отплатио дугове своје баке и може слободно да прода кућу. Међутим, уместо да освоји Самантино срце, то их само удаљава јер он импулсивно продаје кућу агенту имовине који је планира срушити и Еди мора одвести госпођу Т. у дом за старије људе. Таман кад Дон помисли да се ствари не могу погоршати, његов пријатељ Џејсон узврати ударац осигуравајући свој позив да проведе Божић са Самантом и њеном мамом. Замишљајући самог себе и још једну празну празничну сезону, без жене коју воли, Дон успева да наговори Едија да му помогне да сними музички видео за песму коју је посебно написао за Саманту па се вози до њене куће. Током пута наилази на похотног патуљка и Деда Мраза који имају оргије насред пута. |                  |                    |

## Критика
Прва сезона је добила мешовите критике. Британски водич за комедије рекао је за емисију: "Пилот овог ситкома био је у најбољем случају просечан, недостајало му је и фокуса и разлога. Ми смо заиста уживали у целој серији - јача премиса (Дон живи у кући своје покојне баке и планира да је изда. Конкуренција између њега и Карла и победе над атрактивном Аби) и нови лик Едија донели су све разлике. 

## Наставак серије
Како се причао о наставку снимања серије, аутор је рекао да није имао до сада жељу да снима али ако би Би Би Си желео да финансира снимање, он би радо то учинио. Додао је и да му се додуше свидео крај серије и да је ставио на њено место. 